# Хименес де Сиснерос, Франсиско
Кардинал Франси́ско Химе́нес де Сисне́рос (исп. Francisco Jiménez de Cisneros; 1436 — 8 ноября 1517) — глава испанской церкви, великий инквизитор, доверенный советник Фердинанда Католика и духовник Изабеллы Кастильской.

## Биография
В миру Гонсало Хименес, сын бедного дворянина Алонсо Хименеса из Сиснероса, Юрист, он получил образование в одном из лучших центров юридической мысли Европы — в Саламанкском университете, долгое время жил в Риме. Вернувшись на родину, принял сан священника, вступил в монашеский  орден францисканцев.
Образованность и религиозное рвение доставили ему пост духовника Изабеллы, кафедру Толедского архиепископа — примаса испанской церкви и должность канцлера Кастильского королевства, а с 1507 года — сан кардинала. Был не только духовником королевы, но и её политическим советником и соратником.
Понимая необходимость укрепления авторитета церкви, он провёл расследования о поведении клира и монахов, беспощадно изгоняя тех, кто не выполнял обетов, нарушал заповеди и не был «образцом святой жизни».
Руководствуясь вниманием к внутренней религиозности, Сиснерос требовал не формального, а искреннего и подлинного служения Богу и церкви. В русле веяний эпохи он предался научному изучению Библии, и в 1514—1516 годах была завершена организованная им работа над Комплютенской полиглоттой — текстом Священного Писания на древнееврейском, греческом и латинском языках, над которыми работали лучшие знатоки древностей, гуманисты Х. де Вергара, Антонио де Небриха, П. Коронель, Э. Нуньес и другие, что позволило увидеть библейские тексты без позднейших искажений.
В 1499 году кардинал Сиснерос основал университет (лат. Praeclarissima Complutensi Universitate) в городе Алькала́-де-Эна́рес, носившем название Комплу́тум (лат. Complutum) во времена Римской империи. Университет был переведен в Мадрид в 1836 году, а в 1970 ему было присвоено название Мадридский Университет Комплутенсе (исп. Universidad Complutense de Madrid). В честь его основателя на эмблеме университета изображен лебедь (исп. cisne).
В 1500 — 1502 годах издал переведённые на латынь богослужебные книги древнего мосарабского обряда и добился его сохранения или введения в Толедо, Саламанке и Вальядолиде.
С 1507 года он занимал должность великого инквизитора Кастилии: к этому времени самый жестокий период её деятельности был уже позади. Сиснерос реформировал трибуналы инквизиции, придав каждому и гражданских чиновников. Тем не менее Хименес способствовал жестоким гонениям на морисков, отвергая все жалобы на действия инквизиции. Он отверг даже требование, чтобы обвиняемым давали очную ставку с обвинителями, объясняя, что это значило бы подвергать последних мщению родственников тех людей, которые пострадали от доносов.
В 1509 году принимал участие в завоевательных экспедициях короля Фердинанда в Африку, были освобождены пленные-христиане, на завоеванных территориях мечети переделали в церкви. Организовал несколько крупных миссионерских экспедиций к индейцам испанской Вест-Индии, при этом выступал против торговли рабами-неграми, объясняя это тем, что в Америке есть свои туземцы, пригодные для обращения в рабство.
Хименес поддерживал политику Фернандо II в ходе итальянских войн, а также папу Юлия II против всех его политических противников.
Уже старый больной кардинал также стал регентом Кастилии и Арагона в промежуток между смертью короля Фердинанда в 1516 году и прибытием в 1517 году в Испанию его внука Карла V, но умер перед самым приездом Карла, чьи права на власть защищал перед дворянством, планировавшим.отдать корону младшему брату Карла Фердинанду.
Деятельность Сиснероса не прошла даром. Мощная испанская церковь, усиленная инквизицией, надолго стала незыблемой опорой складывавшегося абсолютистского государства в Испании и католицизма в Европе. Испанские теологи играли роль идеологов на Тридентском соборе.

## Интересные факты
В 1501 году по его инициативе королевой Изабеллой были введены обязательные наследуемые фамилии для её подданных. До этого фамилий у многих испанцев не было, людей могли идентифицировать просто по происхождению, по прозвищам, отражающим место рождения, должность или особенность внешности. По инициативе Хименеса прозвище отца стало обязательно передаваться сыновьям.

## Примечания

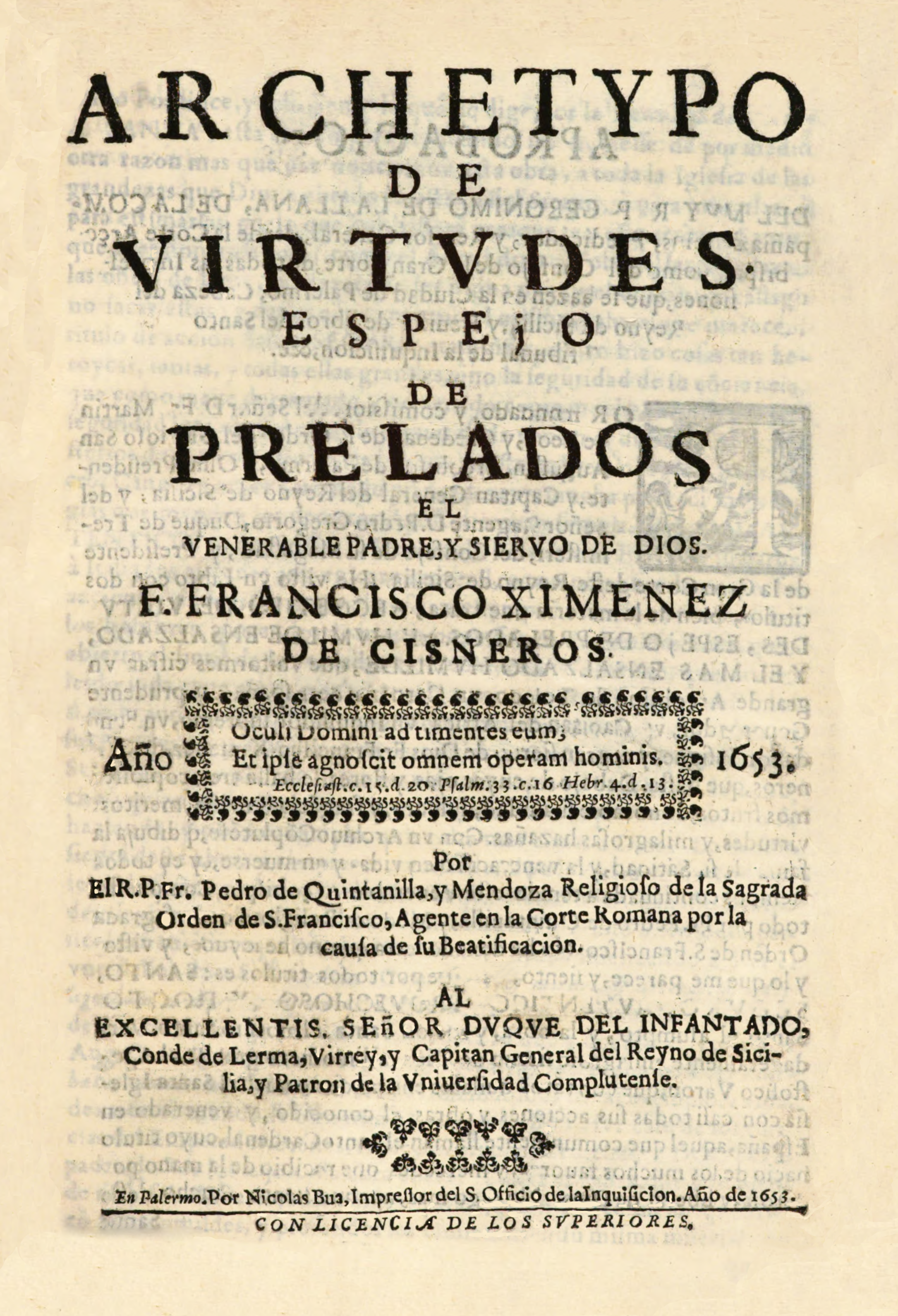
"Archetypo de virtudes" (Pedro de Quintanilla y Mendoza, 1653).